# 1988-as Formula–1 belga nagydíj
Az 1988-as Formula–1 világbajnokság tizenegyedik futama a belga nagydíj volt.

## Futam
A belga nagydíj előtt 90 éves korában elhunyt Enzo Ferrari, a Scuderia Ferrari alapítója. Mansell bárányhimlője miatt két versenyt is kihagyott. Az első helyről Senna, a másodikról Prost indult. A francia az első kanyarban csapattársa előtt fordult be, de Senna a Eau Rouge utáni egyenesben visszaelőzte, és a verseny végéig az élen maradt. A versenyen mindkét Ferrari kiesett, így a Benettonok értek célba a harmadik, negyedik helyen, de a futam után diszkvalifikálták őket szabálytalan üzemanyag használata miatt. Így Senna és Prost után Capellit, Piquet-t, és a két Arrowst: Derek Warwickot and Eddie Cheevert klasszifikálták.
A McLaren-Honda a futamon elért eredményével bebiztosította a konstruktőri címet.
| Helyezés | #  | Versenyző          | Csapat/Motor    | Futott körök | Idő/Kiesés oka         | Rajthely | Pontszám |
| -------- | -- | ------------------ | --------------- | ------------ | ---------------------- | -------- | -------- |
| 1        | 12 | Ayrton Senna       | McLaren-Honda   | 43           | 1:28:00,549            | 1        | 9        |
| 2        | 11 | Alain Prost        | McLaren-Honda   | 43           | + 30,470               | 2        | 6        |
| 3        | 16 | Ivan Capelli       | March-Judd      | 43           | + 1:15,768             | 14       | 4        |
| 4        | 1  | Nelson Piquet      | Lotus-Honda     | 43           | + 1:23,628             | 9        | 3        |
| 5        | 17 | Derek Warwick      | Arrows-Megatron | 43           | + 1:25,355             | 10       | 2        |
| 6        | 18 | Eddie Cheever      | Arrows-Megatron | 42           | + 1 kör                | 11       | 1        |
| 7        | 5  | Martin Brundle     | Williams-Judd   | 42           | + 1 kör                | 12       |          |
| 8        | 36 | Alex Caffi         | Dallara-Ford    | 42           | + 1 kör                | 15       |          |
| 9        | 30 | Philippe Alliot    | Larrousse-Ford  | 42           | + 1 kör                | 16       |          |
| 10       | 14 | Philippe Streiff   | AGS-Ford        | 42           | + 1 kör                | 18       |          |
| 11       | 26 | Stefan Johansson   | Ligier-Judd     | 39           | Motorhiba              | 20       |          |
| 12       | 3  | Jonathan Palmer    | Tyrrell-Ford    | 39           | Karburátor             | 21       |          |
| 13       | 10 | Bernd Schneider    | Zakspeed        | 38           | Váltó                  | 25       |          |
| Kizárva  | 20 | Thierry Boutsen    | Benetton-Ford   | 43           | Szabálytalan üzemanyag | 6        |          |
| Kizárva  | 19 | Alessandro Nannini | Benetton-Ford   | 43           | Szabálytalan üzemanyag | 7        |          |
| Kiesett  | 31 | Gabriele Tarquini  | Coloni-Ford     | 36           | Kormány                | 22       |          |
| Kiesett  | 27 | Michele Alboreto   | Ferrari         | 35           | Motorhiba              | 4        |          |
| Kiesett  | 6  | Riccardo Patrese   | Williams-Judd   | 30           | Motorhiba              | 5        |          |
| Kiesett  | 15 | Maurício Gugelmin  | March-Judd      | 29           | Kicsúszás              | 13       |          |
| Kiesett  | 9  | Piercarlo Ghinzani | Zakspeed        | 25           | Olaj szivárgás         | 24       |          |
| Kiesett  | 2  | Nakadzsima Szatoru | Lotus-Honda     | 22           | Motorhiba              | 8        |          |
| Kiesett  | 21 | Nicola Larini      | Osella          | 14           | Üzemanyag rendszer     | 26       |          |
| Kiesett  | 28 | Gerhard Berger     | Ferrari         | 11           | Befecskendező          | 3        |          |
| Kiesett  | 29 | Yannick Dalmas     | Larrousse-Ford  | 9            | Motorhiba              | 23       |          |
| Kiesett  | 22 | Andrea de Cesaris  | Rial-Ford       | 2            | Baleset                | 19       |          |
| Kiesett  | 25 | René Arnoux        | Ligier-Judd     | 2            | Baleset                | 17       |          |
| NK       | 24 | Luis Perez-Sala    | Minardi-Ford    |              |                        |          |          |
| NK       | 23 | Pierluigi Martini  | Minardi-Ford    |              |                        |          |          |
| NK       | 33 | Stefano Modena     | Euro Brun-Ford  |              |                        |          |          |
| NK       | 4  | Julian Bailey      | Tyrrell-Ford    |              |                        |          |          |
| NeK      | 32 | Oscar Larrauri     | Euro Brun-Ford  |              |                        |          |          |

## Statisztikák
Vezető helyen:
- Ayrton Senna: 43 (1-43)

Ayrton Senna 13. győzelme, 25. pole-pozíciója, Gerhard Berger 7. leggyorsabb köre.
- McLaren 66. győzelme.